# Conseil et bureau du commerce
Le Conseil et le Bureau du commerce furent les deux variantes d'une institution royale française qui a traité les dossiers de commerce et d'industrie de manière continue entre 1700 et 1791. De 1700 à 1722, on parle d'un Conseil de commerce, puis de 1722 à 1791 d'un Bureau du commerce.

## Historique
Barthélemy de Laffemas a été contrôleur général de commerce de 1601 à 1604.
Colbert avait déjà précédemment établi un Conseil de commerce, mais son existence fut éphémère. En 1700, à la fin du règne de Louis XIV, la nécessité du rétablissement d'une telle instance se fait sentir.
L'arrêt du 29 juin 1700 précise les attributions de cet organe : étudier tous les dossiers relatifs au commerce et aux manufactures. À l'origine, le Conseil de commerce ne peut se saisir que de demandes et de dossiers transmis soit par le Contrôle général des finances, soit par le Secrétariat d'État à la Marine.
Après avoir étudié les dossiers, il délibère un parti à adopter et répercute son opinion selon la voie hiérarchique, selon que le dossier émane du Contrôle général ou du Secrétariat d'État.
Par la suite, au gré des réformes et des évolutions de la pratique, le Conseil puis le Bureau du commerce auront tendance à s'émanciper quelque peu de ces contraintes, et leurs membres donneront directement des ordres aux Intendants, aux commis des Fermes, etc. participant ainsi à l'administration active.
Le champ de compétence de cette institution est donc assez large, et prend de l'importance à cette époque, qui voit pour un État la force des armes le céder quelque peu à la force de l'économie.
Particularité qui peut susciter l'étonnement dans le cadre d'une monarchie dite "absolue de droit divin", la présence d'une députation du commerce au sein du Conseil et du Bureau.
Quoique ces députés du commerce n'aient pas statutairement voix délibérative (la délibération étant réservée aux seuls commissaires royaux pour les affaires du commerce), l'étude des travaux du Conseil/Bureau du commerce montrent l'importance énorme des avis motivés qu'ils produisent à chaque fois qu'ils sont consultés, c'est-à-dire sur la plupart des dossiers.
Cet exemple de consultation dans l'administration monarchique est assez remarquable, et prouve la nature relativement arbitrale de cette instance, destinée à la recherche d'équilibres satisfaisants entre monde du commerce, intérêt général de l'État, et intérêts particuliers (soit des entrepreneurs et commerçants, soit des corporations, soit des fermiers généraux, etc.).
D'inspiration colbertiste dans sa forme, le Conseil de commerce le fut autant dans sa doctrine. Véritable représentant d'un post-colbertisme, le Conseil/Bureau du commerce poursuit jusqu'au milieu du XVIIIe siècle une politique mercantiliste, volontariste et réglementariste.
Dans la seconde moitié du XVIIIe siècle et jusqu'à sa suppression, le Bureau du commerce semble se conformer aux nouvelles idéologies économiques, et relâche sa tutelle réglementaire et juridictionnelle sur le commerce et l'industrie.
Dans certains domaines, tels que les corporations, il semble même avoir largement anticipé sur les évolutions futures. Ainsi, bien avant la tentative de suppression des corporations de Turgot en 1776, la politique du Bureau du commerce semble avoir été défavorable à ces organisations professionnelles.
Les révolutionnaires supprimeront l'institution en 1791, ainsi que les Chambres de commerce qui étaient la base d'une pyramide institutionnelle dont le Conseil/Bureau était le degré supérieur.
Par la suite, sous Napoléon et sous la Restauration on rétablit les Chambres de commerce, puis l'établissement d'avatars du Conseil de commerce.